# 阿茲特克太陽曆

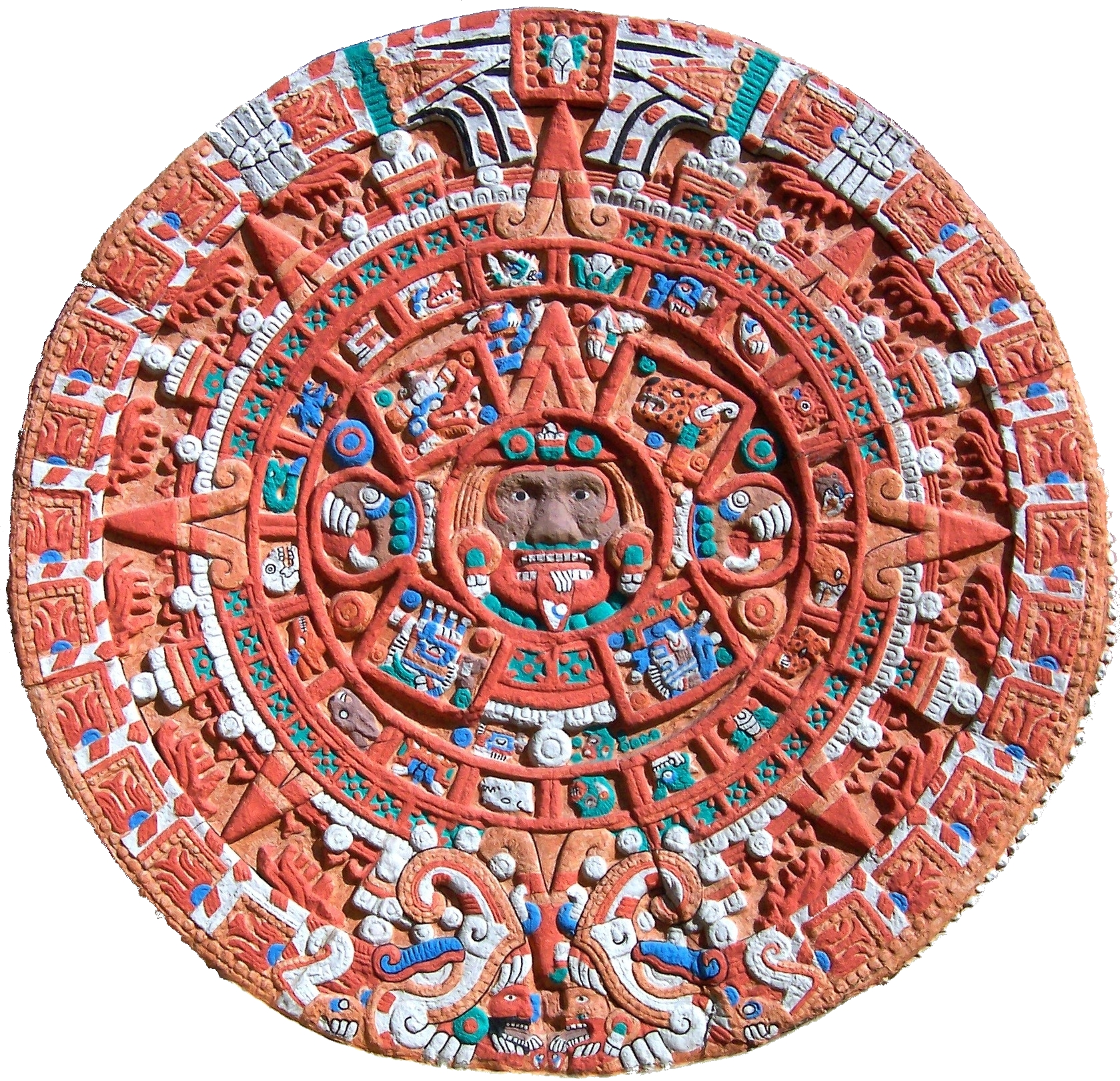
阿茲特克太陽石

阿茲特克太陽曆（xiuhpohualli），或稱季節曆，是墨西哥地區還沒被西班牙征服以前，阿茲特克人所使用的曆法。太陽曆的一年有18個月，每月20日，年末5日為凶日，故一年總共365天。太陽曆主要用在農業上，如雨季與旱季大約出現的時間。另外，幾乎所有的節慶活動都是按照太陽曆來慶祝的。阿茲特克人尚有另一套曆法──神聖曆。神聖曆的一年只有260天。兩套曆法搭配使用，形成52年的週期。每52年，阿茲特克人會舉行一次新火典禮。
1. Atlacacauallo，意為「停水」，2月13日至3月4日。
2. Tlacaxipehualiztli，意為「剝人皮」，3月5日至3月24日。
3. Tozoztontli，意為「小守夜」，3月25日至4月13日。
4. Hueytozoztli，意為「大守夜」，4月14日至5月3日。
5. Toxcatl，意為「乾涸」，5月4日至5月23日。
6. Etzalqualiztli，意為「食豆黍粥」，5月24日至6月12日。
7. Tecuilhuitontli，意為「君主小宴」，6月13日至7月2日。
8. Hueytecuilhuitl，意為「君主大宴」，7月3日至7月22日。
9. Tlaxochimaco，意為「獻花」，亦稱Miccailhuitontli（意為「亡者小宴」），7月23日至8月11日。
10. Xocotlhuetzi意為「落果」，亦稱Hueymiccailhuitl（意為「亡者大宴」），8月12日至8月31日。
11. Ochpaniztli，意為「掃路」，9月1日至9月20日。
12. Teotleco，意為「眾神至」，亦稱Pachtontli，9月21日至10月10日。
13. Tepeilhuitl，意為「山之宴」，亦稱Hueypachtli，10月11日至10月30日。
14. Quecholli，意為「珍奇羽毛」，10月31日至11月19日。
15. Panquetzaliztli，意為「舉旗」，11月20日至12月9日。
16. Atemoztli，意為「降水」，12月10日至12月29日。
17. Tititl，意為「伸展」，12月30日至1月18日。
18. Izcalli，意為「生長」，1月19日至2月7日。

- Nemontemi，意為「無用的日子」，2月8日至2月12日。此五日為凶日，世界隨時可能毀滅。